# Russell Garcia
Russell Garcia est un compositeur et musicien américain, né le 12 avril 1916 à Oakland (Californie), mort le 20 novembre 2011 en Nouvelle-Zélande.

## Biographie
Il étudie la musique au San Francisco State Teachers College puis suit des cours particuliers auprès de Edmund Ross, Ernst Toch, Albert Coates, Ernst Křenek et Mario Castelnuovo-Tedesco. Il devient ensuite trompettiste, compositeur et chef d'orchestre pour des studios d'enregistrement et pour la NBC.

## Musiques de film (liste sélective)
- La Machine à explorer le temps (1960)
- Atlantis, the Lost Continent (1961)
- Rawhide - Série TV  - (1 épisode, 1962)
- Le Virginien - Série TV  - (2 épisodes, 1965-1966)

## Sources
- « Russell Garcia » (présentation), sur l'Internet Movie Database